# رودی بیرون از باغ بهشت
رودی بیرون از باغ بهشت (ترجمه نادرست:رودی از باغ بهشت) (به انگلیسی: River out of Eden) با زیرعنوان «نگرش داروینی حیات»، کتاب علمی برای عموم است که توسط ریچارد داوکینز در سال ۱۹۹۵ نوشته شده‌است. کتاب دربارهٔ فرگشت داروینی است، و شامل خلاصه‌هایی از بخش‌های کتاب‌های پیشین داوکینز چون ژن خودخواه، فنوتیپ گسترش‌یافته و ساعت‌ساز نابینا است.
این کتاب از سری کتاب‌های مهارت دانش است و کوتاه‌ترین کتاب داوکینز به‌شمار می‌رود. تصویرگری کتاب توسط همسر ریچارد داوکینز، لالا وارد انجام شده‌است. او برای نام کتاب از کتاب پیدایش ۲:۱۰ دربارهٔ باغ بهشت الهام گرفته‌است.
عبارت (out of) در اینجا به معنای بیرون از می‌باشد نه به معنای از؛ زیرا داوکینز درصدد تبیین این مدعاست که سازنده اساس حیات رودخانه جاری ژن‌ها در موجودات زنده است و نه خلقت.
رودخانه‌ای از بهشت شامل پنج بخش است.

## رودخانهٔ دیجیتالی
داوکینز کتاب را با نکته‌ای شگفت‌انگیز، ولی واقعی دربارهٔ اندامگان آغاز می‌کند: حتی یکی از اجداد ما پیش از رسیدن به سن بلوغ و آوردن حداقل یک بچه نمرده‌است. در جهانی که بیشتر جانداران پیش از تولید مثل می‌میرند، نوادگان فراوانند، ولی نیاکان اندکند. ولی همگی ما می‌توانیم ادعا کنیم که از زنجیرهٔ موفقی از نیاکان به سوی قبل تا زمان اولین تک‌سلولی‌ها هستیم.

## همهٔ آفریقا و اعقابش
زمانیکه دودمان انسان را به سوی گذشته در نظر می‌گیریم، بسیاری از مردم آن را به شکل پدر و مادر، پدربزرگ و مادربزرگ و الی آخر در نظر می‌گیرند. و همین را برای اعقاب چون فرزندان، نوه‌ها و… نیز تعمیم می‌دهند. داوکینز نشان می‌دهد که این طرز فکر گمراه‌کننده‌است. اگر به این شکل باشد در درخت خانوادگی شمار نیاکان و نوادگان به‌طور تصاعدی زیاد خواهد شد، و در چند نسل شمار نیاکان به تریلیون تریلیون خواهد رسید.
در این محاسبهٔ ساده به این مسئله توجه نشده که در واقع هر ازدواجی در میان پسرعمو یا دخترعموهای دور از هم است که شاید شامل پسرعموی درجه دو، درجه چهار، درجه شش و الی آخر باشند. شجرهٔ خانوادگی در واقع به شکل یک درخت نیست، بلکه شبیه یک گراف است.
راه بهتر برای اندیشیدن دربارهٔ نیاکان به شکل ژن‌های در جریان یک روخانهٔ زمان است.

## پنهانی کار نیک کن
زمینهٔ اصلی بخش سوم، از کتاب دیگر خود داوکینز، به نام ساعت‌ساز نابینا وام گرفته‌است. این بخش نشان می‌دهد که چگونه فرایند تدریجی، پیوسته و انباشتی انتخاب طبیعی به بهتر شدن اندامگان می‌انجامد؛ و چرا انتخاب طبیعی تنها مکانیسمی است که پیچیدگی‌های طبیعت اطراف ما را توضیح می‌دهد. داوکینز به‌طور قاطع استدلال خلقت‌گرایان را در داخل کردن یک قدرت فراطبیعی برای توضیح پیچیدگی‌های حیات رد می‌کند. و کار آن‌ها را مغالطه توسل به جهل می‌داند.

## تابع مطلوبیت خدا
داوکینز در این بخش به مفهوم زندگی می‌پردازد. او این بخش را با گفتاوردی منسوب به چارلز داروین در مورد از دست دادن ایمانش به دین آغاز می‌کند: «من نمی‌توانم خودم را به هیچ شکلی متقاعد کنم که چگونه یک خدایی که نیکوکار و قادر مطلق است، توانسته باشد حشره‌ای چون ردیاب را طراحی کرده باشد که هدف صریحش تغذیه از بدن زندهٔ کرم حشره‌است». ما می‌پرسیم چرا یک کرم حشره باید چنین سنگدلانه زجر بکشد. ما می‌پرسیم چرا زنبور حفار ابتدا کرم حشره‌ها را نمی‌کشد تا آن‌ها با زجر طولانی نمیرند. ما می‌پرسیم چرا یک کودک باید به این زودی نابهنگام بمیرد. و چرا باید پیر شویم و بمیریم.
داوکینز «هدف» را به شکلی که اقتصاددان‌ها به کار می‌برند تابع مطلوبیت در نظر گرفته‌است؛ به معنی «چیزی که باید بیشینه شود». مهندسان گاهی هدف (یا تابع مطلوبیت) را با مهندسی معکوس اندازه می‌گیرند. داوکینز، هدف یک مغز هوشمند مهندس طبیعت را با فنون مهندسی وارون اندازه می‌گیرد و آن را تابع مطلوبیت خدا نام می‌نهد.

## بمب همتاسازی
در بخش پایانی به این می‌پردازد که فرگشت داروینی در خارج از سیارهٔ زمین به چه شکلی خواهد بود. به نظر می‌رسد با پیدایش واحدهای همتاساز و وراثت، فرایند داروینی اجتناب‌ناپذیر خواهد بود و انفجاری از همتاسازی بهره‌گیر از منابع رخ خواهد داد.